# Simon Gagné
Simon Gagné, född 29 februari 1980 i Sainte-Foy, Québec, är en kanadensisk före detta professionell ishockeyspelare (vänsterforward). Han spelade tidigare 6för Philadelphia Flyers, Tampa Bay Lightning, Los Angeles Kings och Boston Bruins i NHL och på lägre nivåer för Harfangs de Beauport och Remparts de Québec i Ligue de hockey junior majeur du Québec (LHJMQ).

## Spelarkarriär

### LHJMQ
Gagné var 16 år när han tog sig in i LHJMQ i laget Harfangs de Beauport under säsongen 1996-97. Med spel mest i tredje och fjärde kedjan, slutade Gagné på 31 poäng (9 mål och 22 assist) på 51 matcher. Följande två säsongerna, spelade han med Remparts de Québec, totalt 189 poäng (80 mål och 109 assist) på 114 matcher, inklusive en 120-poängssäsong 1998-99. Det året slutade han sexa i ligans poängliga, och blev uttagen till LHJMQ Secound All-Star Team och fick Paul Dumont Trophy som "personlighet av året". Gagné gjorde också 20 mål, 13 assist och 33 poäng på 25 slutspelsmatcher med Remparts. Efter säsongen 1998-99, tog Gagné examen och Remparts bestämde sig då för att pensionera Gagné's nummer 12 under en ceremoni tidigt under säsongen 1999-2000. Gagné kom med i Hockey Hall of fame Guy Lafleur som de enda två spelare som fått sina tröjor pensionerade från Remparts (Alexander Radulov nummer har också sedan dess pensionerad av Remparts).

### Philadelphia Flyers

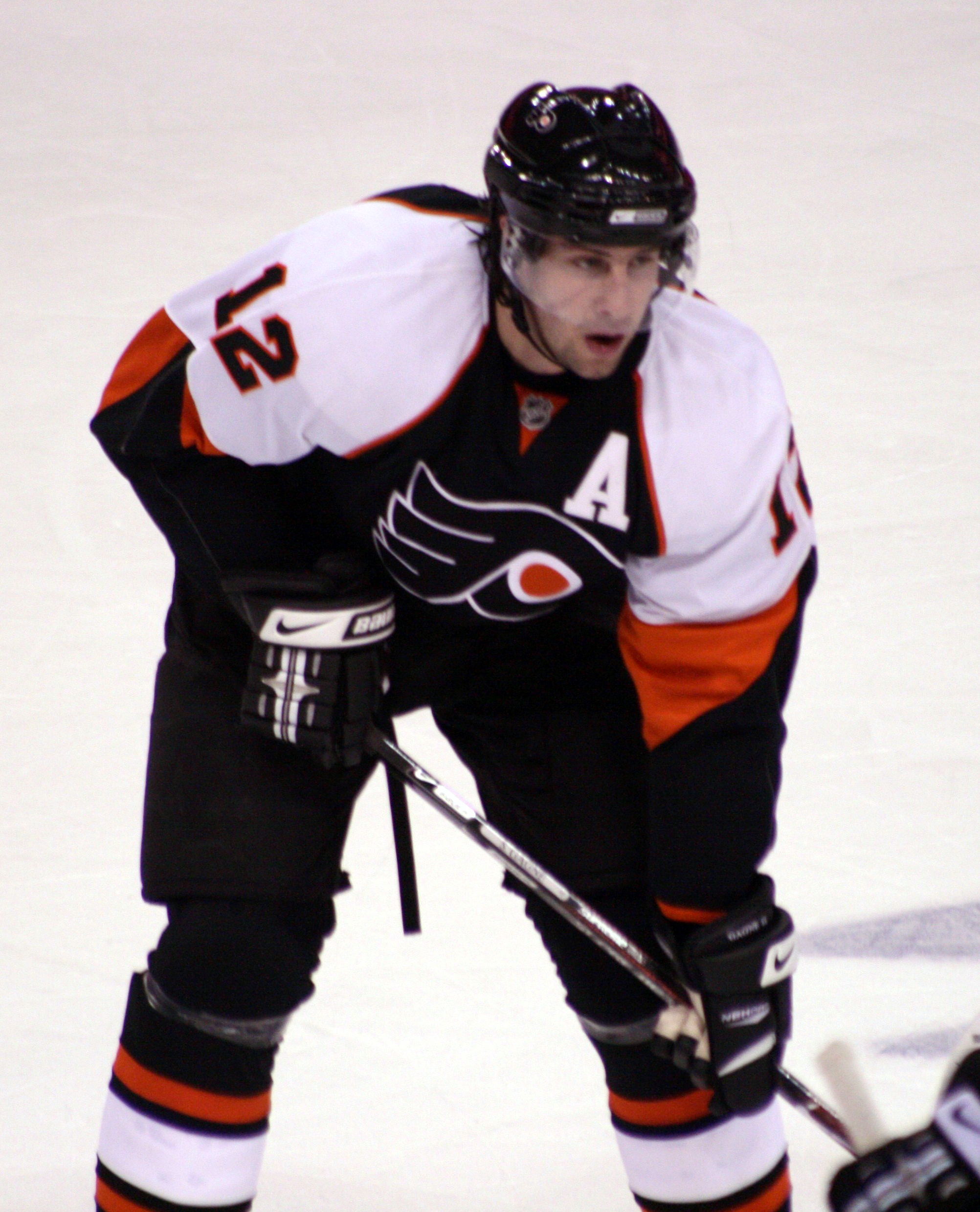
Gagné med Flyers 2009.

Gagné draftades som 22:e spelare totalt av Philadelphia Flyers vid NHL-draften 1998 och var med på träningslägret med Flyers inför säsongen 1999-2000. Under hans rookiesäsong spelade han främst center och gjorde 20 mål och 28 assist på 80 matcher, som var tillräckligt bra för att namnges till NHL All-Rookie Team. Han gjorde 5 mål och 5 assist på 17 matcher under slutspelet före Flyers förlorade mot New Jersey Devils i Eastern Conference-finalen.
Följande säsong bytte Gagné position från center till vänsterforward. Med spel i en kedja med Mark Recchi och Keith Primeau under säsongen 2000-01 gjorde Gagné 27 mål och 32 assist på 69 matcher och deltog i sin första NHL All-Star Game. Under All-Star Game gjorde han 2 mål inklusive det matchvinnande målet för Nordamerikas lag. Säsongen 2001-02 gjorde han den poängbästa säsongen med 33 mål och 33 assist på 79 matcher. En krånglande ljumskskada begränsade Gagné till 46 matcher och blygsamma 27 poäng säsongen 2002-03. Den följande säsongen, gjorde Gagné 24 mål och 21 assist på 80 matcher. Han gjorde också ett stort övertidsmål i match 6 av Eastern Conference Finals mot Tampa Bay Lightning. Flyers eliminerades dock i match 7.
När 2004-05 års lockout var över fick Gagné en allt större roll i Flyers när han spelade ytterforward mellan Peter Forsberg och Mike Knuble. Kedjan blev känd som "Deuces Wild" linje på grund av deras antal (12 - Gagné, 21 - Forsberg, 22 - Knuble) och Gagné svarade för sin bästa säsong poängmässigt med 47 mål och 79 poäng på 72 matcher. Han tilldelades Bobby Clarke Trophy, som tilldelas den Flyers Team MVP. Gagné skrev ett 5-årskontrakt värt över 25 miljoner dollar. Trots att inte ha Forsberg som center i samma kedja mycket av säsongen 2006-07 på grund av skada och Forsbergs trejd till Nashville Predators, gjorde Gagné 41 mål och 27 assist på 76 matcher och vann sin andra raka Bobby Clarke Trophy. Han spelade också i sin andra NHL All-Star Game.
Säsongen 2007-08, spelade endast 25 matcher och gjorde 18 poäng. Gagné hade fått tre hjärnskakningar under fem månader och fick veta av läkare att spel kunde förvärra symptomen. Och Gagné var inte den första i Flyers som fick det beskedet. Den tidigare kaptenen Keith Primeau fick avsluta sin karriär tidigt för hjärnskakningar.

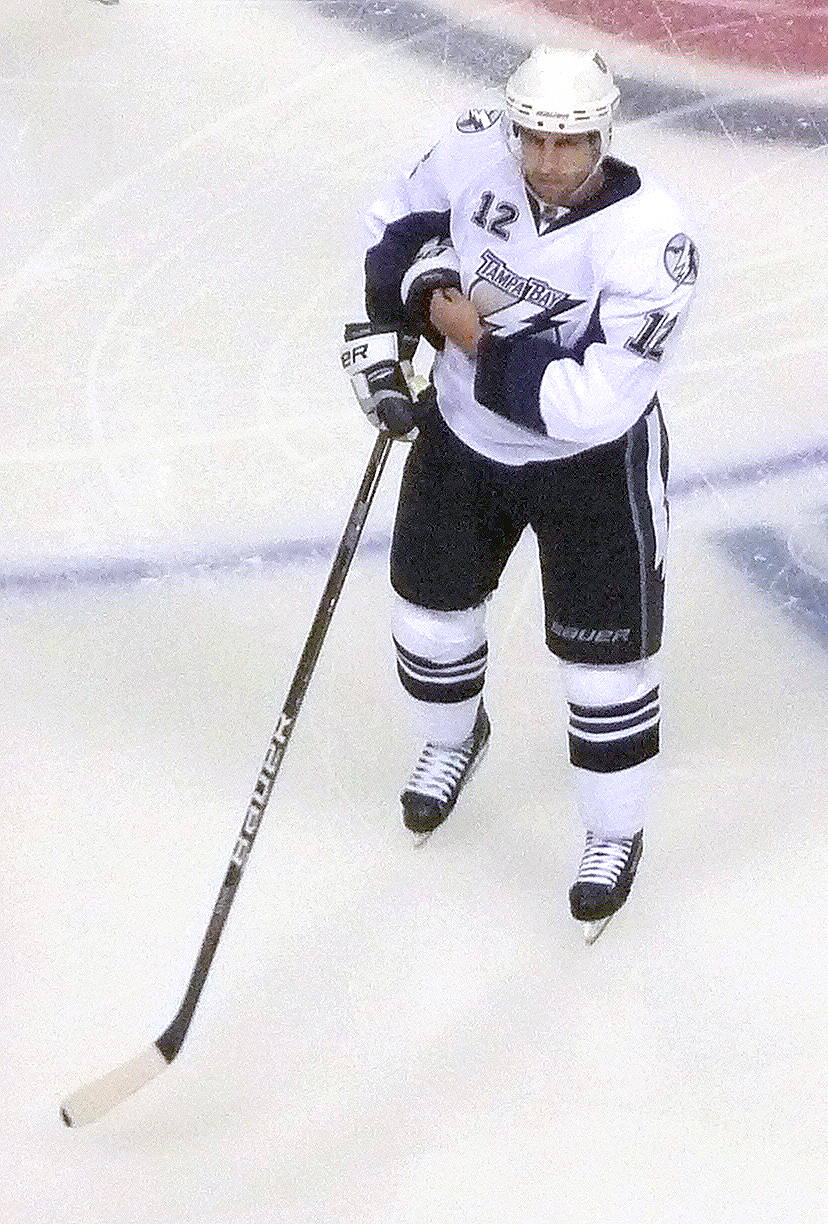
Gagné med Lightning 2010.

Gagné gjorde en bra comeback säsongen 2008-09 och gjorde 34 mål och 74 poäng på 79 matcher. Men skadeproblemen fortsatte under 2009-10. Mindre än en månad in i säsongen, fick Gagné diagnosen med ett dubbelbråck i hans ljumske i slutet av oktober 2009.  Han tvingades till operation och Gagné återvände till spel den 19 december mot New York Rangers efter att ha missat 24 matcher. Han gjorde hattrick bara 11 dagar efter att ha återvänt från skada. Han avslutade säsongen med 40 poäng på 58 matcher.

### Tampa Bay Lightning
19 juli 2010 trejdades Gagné till Tampa Bay Lightning i utbyte mot Matt Walker och ett draftval i fjärde omgången 2011. Han gjorde 17 mål och 23 assist för Lightning det året, för att ytterligare göra fem mål i Stanley Cup Playoffs 2011.

### Los Angeles Kings
Efter bara en säsong i Tampa Bay, blev Gagné free agent. 2 juli 2011, skrev han ett tvåårskontrakt värt sju miljoner dollar med Los Angeles Kings. Under grundserien spelade han 34 matcher och gjorde 10 mål och 17 poäng totalt. Den 11 juni 2012, var han med och vann Stanley Cup över Devils. I slutspelet, spelade han endast fyra matcher och inte en enda poäng. Efter säsongen genomgick han en operation och tog bort en 5 cm massa halsen som hade orsakat honom kronisk smärta.

### Tillbaka till Philadelphia
I den följande förkortade säsongen 2012-13 spelade Gagné sparsamt i 11 matcher med Kings innan han 26 februari 2013, trejdades tillbaka till Philadelphia från Los Angeles för ett draftval i fjärde omgången. Han dök upp i hans återkomst till Philadelphia följande natten i Wells Fargo Center, 27 februari 2013 mot Washington Capitals. I hans första match tillbaka, gjorde Gagné sitt första mål för säsongen under ett powerplay assisterad av Brayden Schenn och Danny Brière, som därmed avslutade 32 matchers spel utan att göra ett enda mål, den längsta under hans karriär.

### Boston Bruins
Gagné tecknade först ett Try Out-kontakt med NHL-laget Boston Bruins efter ett år som Free Agent och 14 oktober 2014 skrev Gagné på ett 1-årskontrakt med Bruins. Efter tre mål på 23 matcher valde Bruins att inte förlänga kontraktet med Gagné.

### Karriärens slut
Den 15 september 2015 meddelade Gagné att han avslutar sin karriär.

## Statistik

### Klubbkarriär
| 1995–96    | Gouverneurs de Sainte-Foy | QMAAA      | 27  | 13  | 9   | 22  | 18  | 15  | 7  | 8  | 15 | 8  |
| 1996–97    | Harfangs de Beauport      | LHJMQ      | 51  | 9   | 22  | 31  | 39  | —   | —  | —  | —  | —  |
| 1997–98    | Remparts de Québec        | LHJMQ      | 53  | 30  | 39  | 69  | 26  | 12  | 11 | 5  | 16 | 23 |
| 1998–99    | Remparts de Québec        | LHJMQ      | 61  | 50  | 70  | 120 | 42  | 13  | 9  | 8  | 17 | 4  |
| 1999–00    | Philadelphia Flyers       | NHL        | 80  | 20  | 28  | 48  | 22  | 17  | 5  | 5  | 10 | 2  |
| 2000–01    | Philadelphia Flyers       | NHL        | 69  | 27  | 32  | 59  | 18  | 6   | 3  | 0  | 3  | 0  |
| 2001–02    | Philadelphia Flyers       | NHL        | 79  | 33  | 33  | 66  | 32  | 5   | 0  | 0  | 0  | 2  |
| 2002–03    | Philadelphia Flyers       | NHL        | 46  | 9   | 18  | 27  | 16  | 13  | 4  | 1  | 5  | 6  |
| 2003–04    | Philadelphia Flyers       | NHL        | 80  | 24  | 21  | 45  | 29  | 18  | 5  | 4  | 9  | 12 |
| 2005–06    | Philadelphia Flyers       | NHL        | 72  | 47  | 32  | 79  | 46  | 6   | 3  | 1  | 4  | 2  |
| 2006–07    | Philadelphia Flyers       | NHL        | 76  | 41  | 27  | 68  | 30  | —   | —  | —  | —  | —  |
| 2007–08    | Philadelphia Flyers       | NHL        | 25  | 7   | 11  | 18  | 4   | —   | —  | —  | —  | —  |
| 2008–09    | Philadelphia Flyers       | NHL        | 79  | 34  | 40  | 74  | 42  | 6   | 3  | 1  | 4  | 2  |
| 2009–10    | Philadelphia Flyers       | NHL        | 58  | 17  | 23  | 40  | 47  | 19  | 9  | 3  | 12 | 0  |
| 2010–11    | Tampa Bay Lightning       | NHL        | 63  | 17  | 23  | 40  | 20  | 15  | 5  | 7  | 12 | 4  |
| 2011–12    | Los Angeles Kings         | NHL        | 34  | 7   | 10  | 17  | 18  | 4   | 0  | 0  | 0  | 2  |
| 2012–13    | Los Angeles Kings         | NHL        | 11  | 0   | 5   | 5   | 2   | —   | —  | —  | —  | —  |
| 2012–13    | Philadelphia Flyers       | NHL        | 27  | 5   | 6   | 11  | 6   | —   | —  | —  | —  | —  |
| 2014–15    | Boston Bruins             | NHL        | 23  | 3   | 1   | 4   | 4   | —   | —  | —  | —  | —  |
| NHL totalt | NHL totalt                | NHL totalt | 822 | 291 | 310 | 601 | 328 | 109 | 37 | 22 | 59 | 32 |

## Meriter
- Nominerad till QMJHL Second All-Star Team 1998–99.
- Nominerad till NHL All Rookie Team 1999–00.
- Spelade  NHL All-Star Game 2001 och 2007
- Vann Pelle Lindbergh Memorial 2000–01.
- Vann Toyota Cup (Philadelphia Flyers' mest valda tre stjärnor) 2001–02, 2005–06 och 2006–07.
- Vann Bobby Clarke Trophy 2005–06 och 2006–07.
- Vann Stanley Cup 2012 med Los Angeles Kings.